# Alchemilla iratiensis
Alchemilla iratiensis é uma espécie de rosácea do gênero Alchemilla, pertencente à família Rosaceae.